# Dioxeia
Dioxeia es un género de foraminífero bentónico considerado un sinónimo posterior de Technitella de la subfamilia Saccammininae, de la familia Saccamminidae, de la superfamilia Saccamminoidea, del suborden Saccamminina y del orden Astrorhizida. Su especie tipo era Dioxeia richardi. Su rango cronoestratigráfico abarcaba el Holoceno.

## Discusión
Clasificaciones previas incluían Dioxeia en la superfamilia Astrorhizoidea, así como en el suborden Textulariina del orden Textulariida.

## Clasificación
Dioxeia incluía a la siguiente especie:
- Dioxeia richardi